# Сава (приток Буя)
Сава — река в России, протекает в Куединском районе Пермского края. Длина реки составляет 43 км, площадь водосборного бассейна — 328 км².
Начинается в урочище Высокое-Веретье к югу от Большой Усы. Течёт в южном направлении через населённые пункты Степановка, Верхняя Сава, Нижняя Сава, в каждом из них существует мост. Устье реки находится в 127 км по правому берегу реки Буй напротив Кирги.

## Притоки
Объекты перечислены по порядку от устья к истоку.
- Ревиза[4] (пр)
- Туна[4] (пр)
- 20 км: Китрюм[4] (пр)
- 33 км: Кашка[4] (пр)
- 39 км: Кустовлянка[4] (пр)
- Катканыш[4] (пр)

## Данные водного реестра
По данным государственного водного реестра России, река относится к Камскому бассейновому округу, водохозяйственный участок реки — Буй от истока до Кармановского гидроузла, речной подбассейн реки — бассейны притоков Камы до впадения Белой. Речной бассейн реки — Кама.
Код объекта в государственном водном реестре — 10010101112111100016236.